# 夫婦善哉 (トーク番組)
『夫婦善哉』（めおとぜんざい）は、1955年6月13日から1975年9月27日まで朝日放送で放送されていた視聴者参加型のトーク番組である。
1955年6月から1970年2月までは同局運営のABCラジオでラジオ版が放送され、1963年8月2日から1975年9月27日まではABCテレビでテレビ版が放送。また、1975年3月まではTBS系列局で、同年3月末のネットチェンジ（いわゆる腸捻転の解消）以降はNETテレビ系列局で放送されていた。
この項目では、リニューアル版の『新夫婦善哉』（しんめおとぜんざい）についても記す。

## 概要
1955年6月13日、まだラジオでのみ放送を行っていたABCが当時人気の夫婦漫才コンビだったミヤコ蝶々と南都雄二を司会に据えてスタート。当初の正式タイトルは『蝶々・雄二の夫婦善哉』（ちょうちょう・ゆうじのめおとぜんざい）だった。番組は毎回一般の夫婦を招き、蝶々・雄二の2人が結婚生活の極意や新婚時代のエピソードを絶妙な間で聞き出すという形で進行。現在の『新婚さんいらっしゃい!』へと繋がる夫婦対談番組の先駆的存在として人気を博した。

### 離婚しても名コンビ
この番組の開始当時、司会の蝶々・雄二もまた実際の夫婦であったが、1958年に雄二の不倫がもとで「離婚」（法的に婚姻関係でなかったため、事実婚を解消）。しかし、その後も2人はコンビで司会を続け、かえって自分たちの結婚生活での体験を素直に話すことができるようになったせいか、よりリアリティのあるゲスト夫婦の体験談を聞き出しやすくなり、多くの視聴者の共感を得た。

### 闘病しながら司会した南都雄二
1967年に雄二が長年抱えていた糖尿病の症状が進行し、入退院を繰り返すようになり、他のレギュラーの仕事（関西テレビ『ハイ!土曜日です』など）をセーブするようになったが、蝶々・雄二のコンビの人気を全国的に不動なものとしてくれたこの番組に対する雄二の想いは強く、1972年夏に長期入院に入るまで司会を続けていた。

## 雄二の逝去と番組の終焉
その後、雄二は番組に復帰することなく、1973年に48歳で死去。雄二が長期入院している間も、番組は『蝶々・雄二の夫婦善哉』のタイトルのまま蝶々が1人で司会を務めていたが、雄二の死去に伴い、『ミヤコ蝶々の夫婦善哉』と改題。蝶々1人の司会体制のまま放送は続けられた。
1975年のネットチェンジ後は、番組がそれまで行っていた日曜22時台での放送が困難となり、土曜22時30分からの放送へと移行した。そうした番組編成上の混乱や、スポンサーの永大産業が経営上の理由から6月限りで降板し、一社提供から複数社提供へと移行したなどの理由も重なり、蝶々の降板申し入れもあって、番組は1975年9月をもって20年3か月の放送（ラジオ時代を含む）に幕を下ろした。終了理由について本番組の三上プロデューサーは「夫婦善哉は蝶々さんと雄二さんの育てた子供のようなもの。蝶々さんの後任と言ってもどだい無理な話だし、それなら潔く終了しようということになった。6月に20周年を迎えたし区切りもいい」と話している。なお、NETテレビ系列でのテレビ放送はわずか半年間だけだった。また、同年10月に開局を控えていた東日本放送では、9月中に行われていたサービス放送で最終回のみが放送された。

## 司会
- ミヤコ蝶々 - 全期間出演。
- 南都雄二 - 番組開始から1972年まで出演。

## テレビ版での放送時間
いずれも日本標準時。
- 金曜 22:30 - 23:00 （1963年8月2日 - 1972年3月）
- 日曜 22:30 - 23:00 （1972年4月 - 1975年3月30日）
- 土曜 22:30 - 23:00 （1975年4月 - 1975年9月27日）

## テレビ版におけるネット局
- 朝日放送（製作局）
- 東京放送 → NETテレビ
- 北海道放送 → 北海道テレビ
- 青森テレビ
- 新潟放送[3]
- 信越放送
- テレビ山梨
- 中部日本放送[3] → 名古屋テレビ
- 山陽放送 → 岡山放送
- 中国放送 → 広島ホームテレビ
- 山口放送 → テレビ山口 → 山口放送
- 瀬戸内海放送
- テレビ高知 → 高知放送
- RKB毎日放送 → 九州朝日放送
- 長崎放送
- 大分放送 → テレビ大分
- 宮崎放送
- 南日本放送 → 鹿児島テレビ
- ほか[どれ?]

## テレビ版でのカラー放送について
当番組は当初モノクロ放送だったが、1968年2月2日の大阪・ABCホール収録分の放送からカラー放送を開始している。しかし当番組は全国各地で公開収録を行っている為、各地域の収録時点で、カラースタジオ設備や中継車を所有している放送局の地域からの公開放送の回のみカラー放送を行っていた。これは、その後のTBS系列の毎回各地域からの公開番組『家族そろって歌合戦』が1970年4月5日からカラー放送を開始した際も同様だった。尚、TBS系列局全てがそれらの整備が整ったのは、1972年頃のことである。

## スポンサー
当初は小野薬品工業がスポンサーに付いていたが、後期には永大産業が付いていた。末期には上記の通り、複数社提供となった。当時はP&Gなどが含まれていなかった。

## 映画
1965年6月27日、ラジオ版・テレビ版とほぼ同じタイトルの映画作品『蝶々雄二の夫婦善哉』が東映系で公開された。併映は大川橋蔵主演、山内鉄也監督『主水之介三番勝負』。
内容は蝶々・雄二扮する白玉ぜんざい屋夫婦の夫婦生活の話で、ラジオ版・テレビ版とは無関係のように見えるが、劇中でテレビ版が映し出されるシーンがある。ただし番組は新録で、スポンサーは小野薬品でなく架空の会社である。
中田ダイマル・ラケット、かしまし娘、白木みのるといった関西の喜劇人たちが助演。「原案」として蝶々の名がクレジットされている。

### スタッフ
- 脚本：依田義賢
- 監督：マキノ雅弘
- 原案：ミヤコ蝶々
- 企画：俊藤浩滋、秋元隆夫
- 撮影：鈴木重平
- 音楽：八木正生

### キャスト
- 利子：ミヤコ蝶々
- 白川忠太郎：南都雄二
- 綾子：丘さとみ
- お由：中村芳子
- おみつ：山乃美七子
- 正三：田中春男
- お澄：笠置シヅ子
- 直助：藤山寛美
- 新公：小島慶四郎
- 真佐美：岡田千代
- 清子：園千雅子
- 日掛貯金の集金人：中田ラケット
- 料理学校の講師：中田ダイマル
- 喫茶店のレジスター：入江幸江
- 若い娘：正司花江・正司歌江・正司照枝
- 係官：佐々十郎
- エッチな客：茶川一郎
- 時子：高橋漣
- 富子：富永佳代子
- 自転車の男：結城哲也
- 四郎：堺駿二
- 八郎：岡八郎
- 女：佐藤綾子・弥永和子・松代章子
- 権田：柳家金語楼
- 仲居：森美千代
- 店員：白木みのる
- 団地の女：牧純子
- 瓢吉：神戸瓢介

## その他
同局で同じ視聴者参加型のトーク番組『新婚さんいらっしゃい!』が開始された当時、「番組の内容や趣旨が当番組と酷似している」として協賛社の小野薬品がクレームをつけたことがある。

## 新夫婦善哉
1987年にはリニューアル版として、ABCラジオで桂春蝶と上沼恵美子の司会コンビで『新夫婦善哉』がスタート。当時開場して間もなかった道頓堀の浪花座で公開収録を行っていた。放送時間は日曜12時30分 - 13時00分。同じ朝日放送運営のABCテレビでは、当時12時45分から『新婚さんいらっしゃい!』が放送されており、15分間だけラジオとテレビの両方で同局の視聴者参加型番組が放送されていた。